# Talang (Rejoso)
Talang is een bestuurslaag in het regentschap Nganjuk van de provincie Oost-Java, Indonesië. Talang telt 1888 inwoners (volkstelling 2010).